# Itàlia romana
Itàlia és una península que ocupa aproximadament el territori de l'actual República d'Itàlia excloses les illes de Sardenya i Sicília i la zona dels Alps. El nom es va estendre a tota la península per la conquesta romana.

## Història
El 509 aC la monarquia romana fou enderrocada i es va establir la república. Fins llavors Roma era un petit poder local que en alguns moments s'havia eixamplat més o menys cap a les zones veïnes. En els anys següents es van desenvolupar les lluites amb els volscs i els etruscs.
Veïs fou ocupada el 396 aC, però el 390 aC els gals que baixaven des del nord van ocupar Roma que fou en part destruïda. Després es van establir colònies a Sutrium i Nepete i es va continuar la lluita amb els volscs. M. Valerius Corvius el 346 aC va destruir Satricum amb el que la submissió dels volscs es va completar.
El 343 aC Roma va entrar en guerra amb els samnites per primera vegada (Primera guerra samnita). La revolta dels llatins i la victòria romana al Mont Vesuvi (340 aC) foren els episodis principals, i la guerra amb els samnites es va acabar el 338 aC; els llatins i Campània van quedar sotmesos. Ara Roma dominava el Latium (els eques i hèrnics encara eren independents), una part d'Etrúria (la part sud), el país dels volscs i Campània.
La segona guerra samnita (326 aC-304 aC) va suposar la conquesta dels territoris de lucans, apulis, marsis, vestins i pelignis. Els etruscs van participar en la guerra des del 311 aC i els romans van poder adquirir Perusia, Cortona i Arretium. Cap al final de la guerra els umbres es van unir als samnites contra Roma. El 306 aC foren sotmesos els hèrnics. La pau del 304 aC no va suposar gran guanys territorials. Pels tractats amb els mars, marruquins, pelignis i frentans, aquestos pobles van quedar com aliats de Roma des el 304 aC. Poc després van quedar sotmesos els eques (302 aC) i el 301 aC els vestins van esdevenir aliats.
El 298 aC es va iniciar la tercera guerra samnita en la que els samnites tenien per aliats als etruscs, umbres i gals; Roma va guanyar la guerra i va imposar els termes de la pau (290 aC). Els sabins, antics aliats ara en guerra amb Roma, van quedar també sotmesos; va seguir la derrota dels gals sènons, el territori dels quals fou conquerit pel cònsol Dolabella el 283 aC i es va establir la colònia de Sena Gallica.
La guerra amb etruscs i samnites es va renovar el 282 aC (quarta guerra samnita) en la que els samnites van tenir el suport de lucans i brucis. La guerra es va estendre contra Tàrent, que va cridar en ajut al rei de l'Epir, Pirros. Tot i les seves victòries, Pirros fou finalment derrotat a Beneventum (275 aC) i els romans van poder sotmetre tot el sud d'Itàlia (Tàrent el 272 aC i tot seguit Samni, Lucània i Brútium).
El 268 aC foren sotmesos els picentins i el 266 aC els sal·lentins i sarsinats i altres tribus dels umbres. La revolta de Volsinii el 265 aC fou aplanada.
El 232 aC es va iniciar la guerra amb els gals de la Cisalpina; Roma va obtenir diverses victòries i va establir les colònies de Placentia i Cremona el 218 aC. Els bois foren dominats el 191 aC. La conquesta de la Gàl·lia Transpadana, es va fer tot seguit, si bé no hi ha dades d'aquesta conquesta. Els vènets, aliats romans durant la guerra, van ser incorporats mitjançant tractat.
El 177 aC foren sotmesos els istris. Els darrers a ser dominats foren els lígurs, submissió que va necessitar diverses campanyes (el primer triomf sobre els lígurs es va celebrar el 236 aC i el darrer el 158 aC).

## Administració romana d'Itàlia durant la República
Les relacions de Roma amb cada ciutat o cada poble eren regulades per acords específics o per decrets segons les circumstàncies en què la submissió s'havia produït. Alguns d'aquests tractats són coneguts com per exemple els dels llatins, campanis i hèrnics. Fins a l'esclat de la guerra social els italians estaven dividits en dos grans grups: els que tenien ciutadania romana i els aliats.
Entre els que tenien ciutadania hi havia els que la tenien amb ple dret i els que la tenien sense dret a sufragi (dret que sovint van anar obtenint, com per exemple els sabins que el 290 aC van obtenir la ciutadania sense sufragi, però van obtenir aquest dret el 268 aC; altres exemples posteriors foren Formiae, Fundi i Arpinum, que finalment van rebre el dret de sufragi el 188 aC.
Entre els aliats i havia els socis o federats, que eren la majoria, normalment procedents de nacions i ciutats sotmeses voluntàriament a Roma, o que havien obtingut tractats favorables. La condició de soci o feudatari era variable: alguns eren en teoria iguals a Roma (foedus aequum), altres eren quasi subjectes (foedus iniquum). Exemples de tractats igualitaris foren Heraclea de Lucània, Neàpolis de Campània, els carmets d'Úmbria i les ciutats del Latium. Laurentum va anar renovant el tractat igualitari fins al final de la República. La independència era nominal i Roma tenia l'exclusivitat de les relacions exteriors i la defensa, però internament gaudien de completa autonomia; les tropes que eren posades per aquests estats o ciutats a disposició de Roma, combatien a les legions sota els seus propis estendards, com auxiliars; conservaven les seves lleis i tribunals; inclòs quan la Julia de civitate italis va concedir a totes les ciutats d'Itàlia la ciutadania romana, cada ciutat federada va haver d'adoptar específicament les seves pròpies lleis anteriors perquè la llei esdevingués vigent al seu territori.
Similar als aliats eren les colònies llatines, és a dir una colònia romana que no gaudia dels drets de ciutadania, però tenien la mateixa condició que les ciutats aliades del Latium. Les primeres colònies foren comunes de romans i llatins i les darreres es van formar quan ja la lliga Llatina feia temps que havia desaparegut (338 aC).
A la guerra social (90 aC-89 aC) es va produir la revolta dels pobles sabèl·lics, els pobles que no tenien ciutadania. Etruscs i umbres en van restar quasi al marge, i els sabins, llatins, volscs i altres que ja tenien ciutadania van estar al costat del govern central. La Lex Iulia (90 aC) va concedir la ciutadania llatina a totes les ciutats i pobles d'Itàlia i la Plautia Papiria (89 aC) va completar les disposicions en favor de les ciutats italianes amb la plena ciutadania. Al mateix temps el dret llatí extingit a la resta d'Itàlia fou concedits a la Gàl·lia Cispadana i a la Gàl·lia Transalpina. La plena ciutadania fou concedida a aquestes regions el 49 aC per Juli Cèsar. Els nous ciutadans romans d'Itàlia foren inclosos en alguna de les 35 tribus romanes.
Cada municipi roma va esdevenir com una petita Roma amb la seva representació i organització interna, el seu senat (els decurions vitalicis de l'ordo decurionum), les seves assemblees populars (cada vegada menys freqüents), els seus magistrats locals elegits anualment per les assemblees i més tard pel senat (diumviri o quatorviri equivalents als cònsols i pretors; quinquennales, equivalents a censors; aediles i quaestores). El municipi posseïa un territori (ager) del qual era la capital, i sobre les altres ciutats o llogarets del municipi els magistrats tenien la mateixa autoritat que dins la ciutat. La Pompeia de civitate va assignar molts llogarets de la Gàl·lia Cisalpina al municipis propers; de Cremona i Màntua depenien ciutats mitjanes o petites situades a força distància; Beneventum abraçava part del territori dels hirpins, etc.Així cal distingir entre les ciutats municipals i les simples ciutats que depenien de la capçalera del municipi (civitas fora, conciliabula, vici, castella, castrum, etc.) si bé algunes vegades també tenien una organització interior pròpia; algunes ciutats subordinades van sobrepassar a la capital però en van continuar dependent (per exemple Baiae, tot i el seu creixement, va romandre dependència de Cumae). El títol de colònia va perdre importància doncs totes les ciutats tenien ciutadania, però es donava quant rebien colònies de ciutadans romans que reforçaven la ciutat, si bé realment va esdevenir un títol honorari que no donava cap dret especial.
Una estructura diferent era la prefectura, que eren el municipis on l'autoritat judicial era exercida per un prefecte (Praefectus) enviat directament de Roma. Però realment, fora de l'àmbit judicial, les diferències no existien, i les prefectures eren sovint anomenades municipis.
L'organització municipal va subsistir durant tot l'Imperi i encara després sota les lleis gòtica i llombarda, i van ser la base per la fundació de les comunes a l'edat mitjana. En el període cristià cada municipi va esdevenir seu d'un bisbe i els límits del bisbat o diòcesi coincidien amb els del municipi.

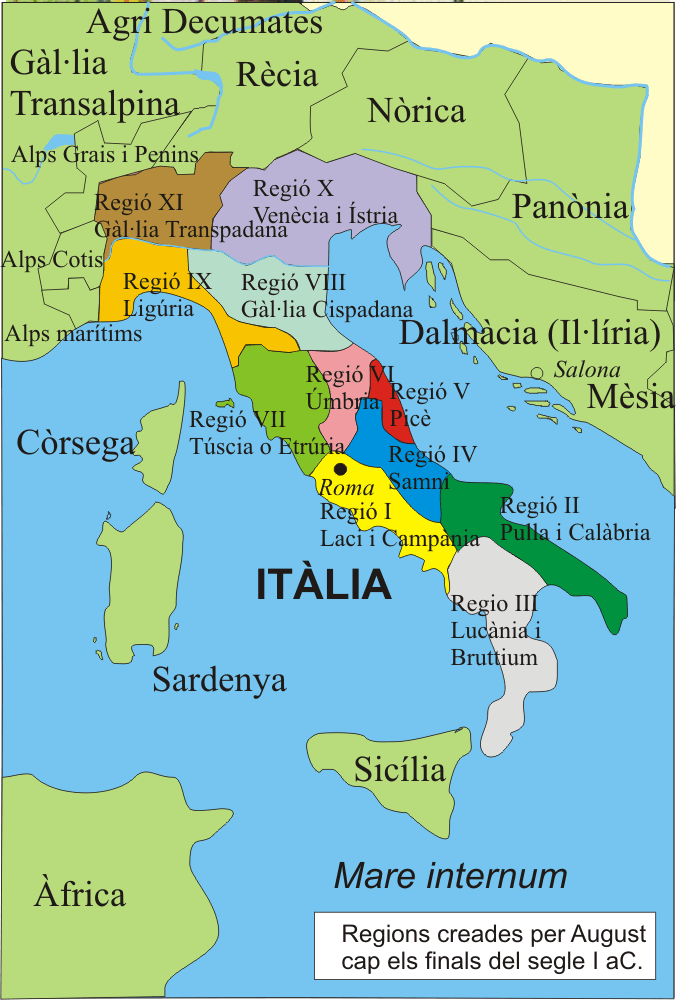
Regions d'Itàlia sota August

## Administració d'Itàlia durant l'Imperi
August va dividir Itàlia administrativament en onze regions, inicialment per facilitar la confecció dels cens i per les taxes, però després conservades amb finalitat financeres i administratives. Plini el Vell detalla la divisió d'August de la següent manera:
- La primera regió amb el Latium (en el sentit ampli, incloent-hi volscs i hèrnics) i Campània i el districte del picentins. El seu límit al nord era l'Anio i anava del Tíber al Silarus.
- La segona regió, al sud-est de l'anterior, amb la Pulla, Calàbria i el territori dels hirpins.
- La tercera regió amb Lucània i Brútium, amb el riu Silarus com al límit al nord-oest i el Bradanus al nord-est.
- La quarta regió, amb el Samni (exclòs el país dels hirpins), i els territoris dels frentans, marruquins, mars, pelignis, equiculs, vestins i sabins, és a dir de l'Anio al Picè (el riu Aternus marcava el límit) i fins a l'Úmbria, al nord, i fins a la Pulla al sud (de la que estava separada pel Tifernus).
- La cinquena regió formada pel Picè (incloent-hi Hadria i el país dels praetutii), des de la desembocadura de l'Aternus fins a la de l'Aesis.
- La sisena regió, amb Úmbria i el país dels gals sènons, estesa per la costa de la mar Adriàtica del Aesis al Ariminus, i separada a l'oest d'Etrúria pel Tíber.
- La setena regió formada per Etrúria.
- La vuitena regió formada per la Gàl·lia Cispadana, fins a les fronteres de Ligúria a l'oest i fins a Placenta i Ariminum a l'est, amb el riu Po (Padus) al nord i els Apenins al sud
- La novena regió formada per Ligúria.
- La dècima regió formada per Venetia, el país del carns i Ístria, i el districte dels cenomans a la Gàl·lia Cisalpina.
- L'onzena regió la Gàl·lia Transpadana entre els Alps i el riu Po.

Inicialment no tenien nom sinó número, però amb el temps van agafar el nom tradicional o el de la principal part que les componia. Aquesta divisió va subsistir fins al temps de Constantí el Gran. Hadrià i Marc Aureli van fer petits canvis referents a l'administració de justícia i els administradors de justícia es van anomenar consularis que va esdevenir aviat el títol dels governadors de cada regió. No fou fins al segle IV que les regions o districtes d'Itàlia van esdevenir províncies.
Constantí va fer els següents canvis:
- La quarta regió fou dividida en dues, al sud el Samni incloent el país dels hirpins (abans exclòs) i els dels frentans i pelignis; i al nord els sabins, marsis i vestins (regió de Valèria, per la via Valèria que creuava el territori.
- La cinquena regió va prendre el nom de Picenum Suburbicarium.
- La sisena regió es va separar entre l'antic país dels gals sènons (batejat com Picenum Annonarium) i Úmbria.
- La setena regió es va dividir en dos parts: Etruria Anonnaria i Tuscia Urbicaria.
- La vuitena regió de la Gàl·lia Cisalpina es va dividir en dues; la part occidental es va dir Emília (per la via Emília que la creuava) i la part oriental Flamínia (també per la via principal). De vegades, per propòsits administratius, Flamínia quedava unida al Picenum Annonarium.
- La novena regió fou ampliada amb la província dels Alps Cottis i es va dir regió dels Alps Cotis.
- L'onzena regió va agafar el nom de Ligúria.

Les províncies de Rècia (amb Vindelícia) i les illes de Còrsega, Sardenya i Sicília, foren unides a Itàlia. Les tres illes foren posades sota l'autoritat del Vicarius Urbis Romae, mentre la resta d'Itàlia estava sota autoritat del Vicarius Italiae.

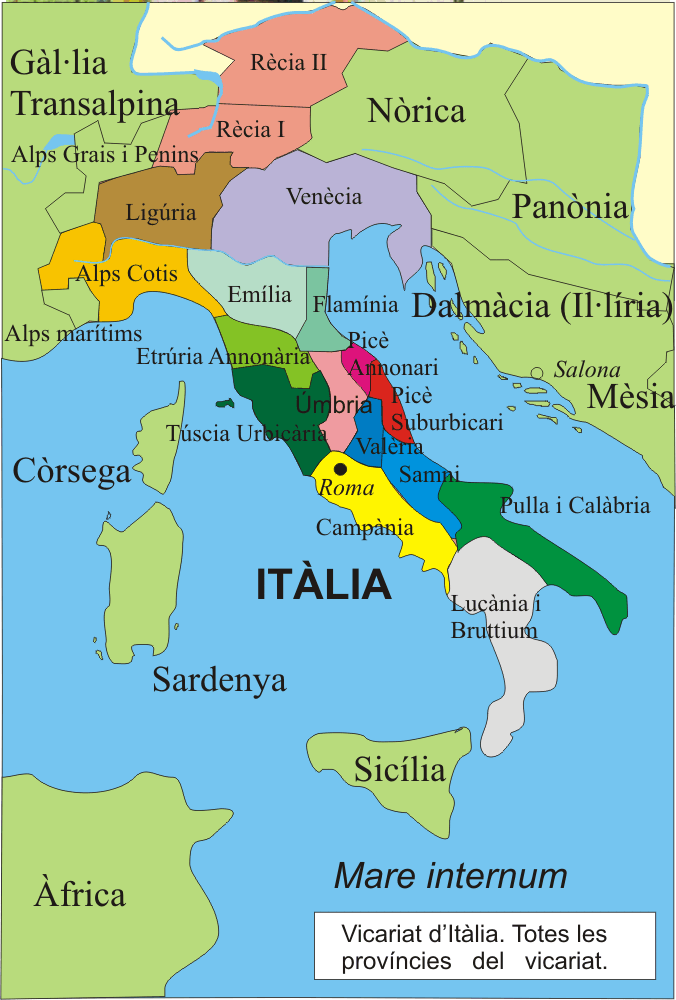
Províncies d'Itàlia sota Constantí el Gran

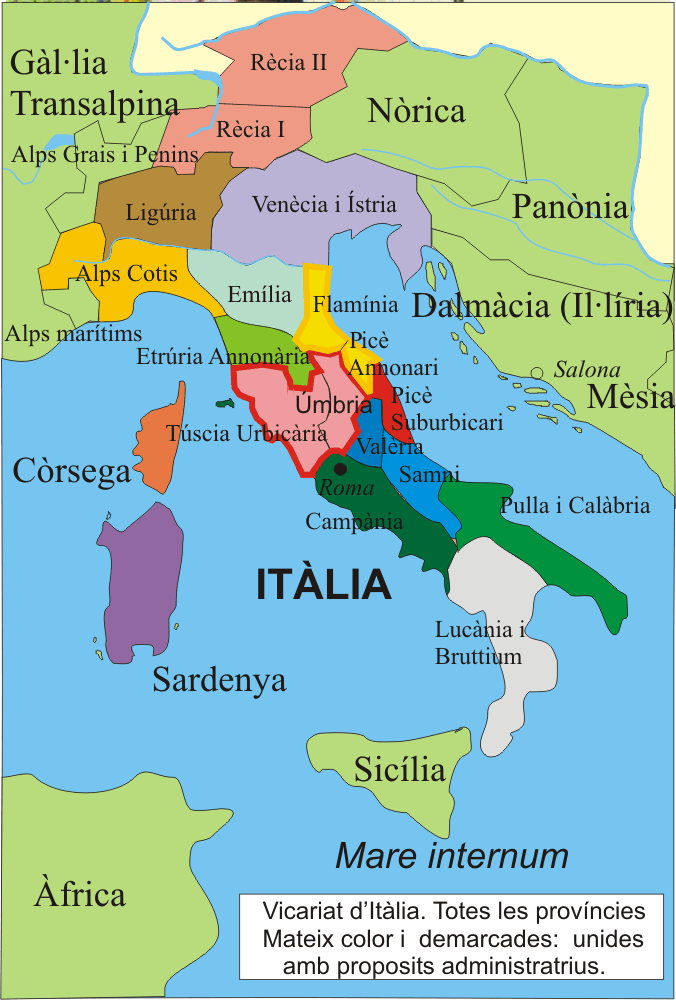
Províncies d'Itàlia sota Constantí el Gran amb les províncies temporalment unides administrativament

Les disset províncies d'Itàlia són esmentades per la Notitia Dignitatum (II. pp. 9, 10) amb algunes províncies unides administrativament:
- 1.	Venetia.
- 2.	Aemilia.
- 3.	Liguria (abans Gàl·lia Transpadana).
- 4.	Flaminia et Picenum Annonarium.
- 5.	Tuscia et Umbria.
- 6.	Picenum Suburbicarium.
- 7.	Campania.
- 8.	Sicilia.
- 9.	Apulia et Calabria.
- 10.	Lucania et Bruttii.
- 11.	Alpes Cottiae (abans Ligúria).
- 12.	Raetia Prima.
- 13.	Raetia Secunda.
- 14.	Samnium.
- 15.	Valeria.
- 16.	Sardinia.
- 17.	Corsica.

Pau Diaca afegeix una província anomenada Alpes Apennini segurament un canvi de nom de l'antiga Etrúria o Tuscia Annonaria.
De les disset províncies, vuit eren governades per magistrats que portaven el nom de consularis, set per praesides, i les dues mes al sud per correctores. Aquesta divisió va seguir sota la monarquia dels ostrogots, però fou canviada sota els normands que van establir un sistema de ducats (Friül, Verona, Pavia, Benevent, Spoleto, etc.) i comtats. Els romans d'Orient van establir una administració pròpia: l'Exarcat de Ravenna (incloent-hi el districte de Pentàpolis), el ducat de Roma (incloent-hi part d'Etrúria i Latium), el ducat de Nàpols (amb part de Campània) i la província de Calàbria que després va esdevenir la Capitanata i la Basilicata (Pulla i Lucània).

## Geografia de la Itàlia romana

### Rius d'Itàlia
El principal riu d'Itàlia fou el Padus (Po). L'Arnus (Arno) i Tíber són els més famosos.
El Padus (Po) va d'oest a est rebent afluents pels dos costats. Els afluents de la part nord són: 
- Duria Minor (Dora Riparia, que desaigua prop de Torí, antiga Augusta Taurinorum
- Stura (Stura di Demonte)
- Orgus (Orco)
- Duria Major (Dora Baltea)
- Sessites (Sesia)
- Ticinus (Ticino)
- Lambrus (Lambro)
- Addua (Adda)
- Ollius (Oglio)
- Mincius (Mincio)

Els afluents pel sud son:
- Tanarus (Tanaro)
- Trebia (Trebbia)
- Tarus (Taro)
- Incius (Enza)
- Gabellus (Secchia)
- Scultenna (Panaro)
- Renus (Reno) i el su afluent el Sinno (Senio)
- Vatrenus (Santerno)

Altres rius que baixen dels Alps però no desaigüen al Po són: 
- Athesis (Adige) que corra paral·lel al Po i desaigua a la mar Adriàtica.
- Medoacus  (Brenta)
- Plavis (Piave)
- Tilavemptus (Tagliamento)
- Sontius (Isonzo)
- Varus (Var), a Ligúria, que forma el límit occidental de la regió
- Rutuba (Roia), rega la terra dels intermelis
- Macra (Magra), separa Ligúria d'Etrúria

Rius de la Itàlia central:
- Arnus (Arno)
- Ausar (Serchio)
- Caecina (Cecina)
- Umbro (Ombrone)
- Arminia (Fiora)
- Tiberis (italià Tevere, català Tíber) amb els seus afluents el Paglia i subafluent el Clanis (Chiani), i l'Anius o Anio (Aniene).
- Nar (Nera) amb el seu afluent el Velinus (Velino)
- Liris (Garigliano o Liri)
- Volturnus (Volturno) amb el seu afluent el Calor (Calore Irpino), i subafluents Sabatus (Sabbato), i Tamarus (Tamaro).

Rius d'Itàlia del sud:
- Silarus (Sele) que separa Campània de Lucània, amb els seus afluents el Calor (Calore Lucano) i el Tanager (Tanagro o Negro o Nagro)
- Laüs (Lao) que marca el límit entre Lucània i Brútium
- Crathis (Crati)
- Neaethus (Neto).

Rius de la costa adriàtica (de nord a sud):
- Ariminus (Marecchia)
- Crustumius (Conca)
- Pisaurus (Foglia)
- Metaurus (Metauro)
- Aesis (Esino)
- Potentia (Potenza)
- Flusor (Chienti)
- Truentus (Tronto)
- Vomanus (Vomano)
- Aternus (Aterno o Pescara)
- Sagrus (Sangro)
- Trinius (Trigno)
- Tifernus (Bimferno)
- Frento (Fortore)
- Cerbalus (Cervaro)
- Aufidus (Ofanto)
- Bradanus (Bradano)
- Casuentus (Basiento)
- Aciris (Agri)
- Siris (Sinni)

### Llacs d'Itàlia
- Lacus Verbanus (Lago Maggiore), format pel Ticino
- Lacus Larius (Lago di Como), format per l'Addua
- Lacus Sebinus (Lago d'Iseo) format per l'Ollius
- Lacus Benacus (Lago di Garda), format pel Mincius
- Lacus Eupilis, format pel Lamber o Lambro
- Lacus Ceresius (Lago di Lugano), entre el llac de Como i el Lago Maggiore
- Lacus Vulsiniensis (Lago di Bolsena)
- Lacus Sabatinus (Lago di Bracciano)
- Lacus Ciminus (Lago di Vico)
- Lacus Albanus (Lago d'Albano)
- Lacus Nemorensis (Lago di Nemi), al Latium
- Lacus Avernus a Campània (Lago d'Averno)
- Lacus Trasimenus (Lago di Perugia)
- Lacus Fucinus (Fucino o Lago di Celano);

### Muntanyes
- Apenninus (Apenins)
- Monte Amiata o Monte di Santa Fiora, a Etrúria, de 1460 metres
- Mons Ciminus  (Muntanyes Cimínies)
- Mons Albanus o Mont Albà
- Mons Vesubius (Vesuvi)
- Mons Vultur
- Mons Garganus
- Mons Argentarius (Monte Argentaro) a la costa d'Etrúria
- Mons Circeius (Monte Circello) a la costa del Latium

### Etnografia
Al nord d'Itàlia hi havia tres grups ètnics principals i dos secundaris. Els tres principals eren els gals (celtes), els vènets i els lígurs. Separats hi havia els carns (celtes) i els eugans
A la resta de la península es classifiquen en tres grups:
1) Pelasgs
- Oenotris o enotris (Oinôtroi)
- Sículs
- Messapis o iapigis
- Peuquetis
- Daunis

2) Osc-umbre
- Ausons o auruncs, després opics que van donar nom a Opicia o Opica al centre d'Itàlia
- Hirpins
- Volscs
- Eques
- Llatins
- Sabèl·lics o Sabins
- Samnites
- Picens
- Marruquins
- Vestins
- Pelignis
- Marsis
- Frentans
- Lucans
- Umbres

3) Etruscs o tirrens
4) Els brucis foren una barreja d'enotris i lucans